# Грчка на Светском првенству у атлетици на отвореном 2019.
Грчка је на 17. Светском првенству у атлетици на отвореном 2019. одржаном у Дохи од 27. септембра до 6. октобра учествовала седамнаести пут, односно учествовала је на свим првенствима до данас. Репрезентацију Грчке је представљало 16 учесника (7 мушкараца и 9 жена) који су се такмичили у 13 дисциплина (5 мушких и 8 женских).,
На овом првенству Грчка је по броју освојених медаља делила 31. место са једном медаљом (бронза). У табели успешности према броју и пласману такмичара који су учествовали у финалним такмичењима (првих 8 такмичара) Грчка је са 1 учесником у финалу делила 48. место са 6 бодова.
| Плас. | Земља | 1. место | 2. место | 3. место | 4. место | 5. место | 6. место | 7. место | 8. место | Бр. финал. | Бод. |
| ----- | ----- | -------- | -------- | -------- | -------- | -------- | -------- | -------- | -------- | ---------- | ---- |
| =48.  | Грчка | 0        | 0        | 1        | 0        | 0        | 0        | 0        | 0        | 1          | 6    |

## Учесници
| Мушкарци: - Костадинос Дувалидис — 110 м препоне - Александрос Папамихаил — Ходање 50 км - Константинос Филипидис — Скок мотком - Емануил Каралис — Скок мотком - Милтијадис Тентоглу — Скок удаљ - Михаил Анастасакис — Бацање кладива - Цхристос Франтзескакис — Бацање кладива | Жене: - Rafailía Spanoudáki-Hatziríga — 200 м - Ирини Василиоу — 400 м - Gloria Privilétzio — Маратон - Антигони Дрисбиоти — Ходање 20 км - Ангелики Макри — Ходање 50 км - Екатарини Стефаниди — Скок мотком - Николета Киријакопулу — Скок мотком - Хрисоула Анагностопоулоу — Бацање диска - Stamatia Scarvelis — Бацање кладива |

## Освајачи медаља (1)

### Бронза (1)
- Екатарини Стефаниди — Скок мотком

## Резултати

### Мушкарци
| Атлетичар              | Дисциплина     | Лични рекорд | Квалификације        | Квалификације | Полуфинале            | Полуфинале   | Финале                | Финале       | Детаљи |
| Атлетичар              | Дисциплина     | Лични рекорд | Резултат             | Место         | Резултат              | Место        | Резултат              | Место        | Детаљи |
| ---------------------- | -------------- | ------------ | -------------------- | ------------- | --------------------- | ------------ | --------------------- | ------------ | ------ |
| Костадинос Дувалидис   | 110 м препоне  | 13,33 НР     | 13,43 (.421) КВ, ЛРС | 3. у гр. 4    | 13,54                 | 4. у гр. 3   | Није се квалификовао  | 14 / 36 (41) |        |
| Александрос Папамихаил | 50 км ходање   | 3:49:56 НР   |                      |               |                       |              | 4:22:39               | 17 / 28 (46) |        |
| Константинос Филипидис | Скок мотком    | 5,91 НР      | 5,70                 | 7. у гр. Б    |                       |              | Нису се квалификовали | 13 / 29 (33) |        |
| Емануил Каралис        | Скок мотком    | 5,80д        | 5,60                 | 8. у гр. А    | 15 / 29 (33)          |              | Нису се квалификовали |              |        |
| Милтијадис Тентоглу    | Скок удаљ      | 8,38д        | 8,00 кв              | 3. у гр. А    | 7,79                  | 10 / 26 (27) |                       |              |        |
| Михаил Анастасакис     | Бацање кладива | 77,72        | 75,07                | 6. у гр. Б    | Нису се квалификовали | 13 / 31      |                       |              |        |
| Цхристос Франтзескакис | Бацање кладива | 76,67        | 72,96                | 12. у гр. А   | Нису се квалификовали | 23 / 31      |                       |              |        |

### Жене
| Атлетичарка                   | Дисциплина     | Лични рекорд | Квалификације | Квалификације | Полуфинале            | Полуфинале            | Финале                | Финале       | Детаљи |
| Атлетичарка                   | Дисциплина     | Лични рекорд | Резултат      | Место         | Резултат              | Место                 | Резултат              | Место        | Детаљи |
| ----------------------------- | -------------- | ------------ | ------------- | ------------- | --------------------- | --------------------- | --------------------- | ------------ | ------ |
| Rafailía Spanoudáki-Hatziríga | 200 м          | 23,16        | 23,48         | 6. у гр. 6    | Нису се квалификовале | Нису се квалификовале | Нису се квалификовале | 34 / 43 (48) |        |
| Ирини Василиоу                | 400 м          | 51,75        | 52,31         | 7. у гр. 5    | Нису се квалификовале | Нису се квалификовале | Нису се квалификовале | 36 / 47 (48) |        |
| Gloria Privilétzio            | Маратон        | 2:35:31      |               |               |                       |                       | 2:58:43               | 29 / 70 (70) |        |
| Антигони Дрисбиоти            | 20 км ходање   | 1:30:56      | 1:38:56       | 22 / 39 (45)  |                       |                       |                       |              |        |
| Ангелики Макри                | 50 км ходање   | 4:29:15 НР   | 4:54:09       | 14 / 17 (24)  |                       |                       |                       |              |        |
| Екатарини Стефаниди           | Скок мотком    | 4,91 НР      | 4,60 КВ       | 1. у гр. Б    |                       |                       | 4,85 ЛРС              |              |        |
| Николета Киријакопулу         | Скок мотком    | 4,83         | 4,60 КВ       | 6. у гр. А    | 4,50                  | 13 / 31 (32)          |                       |              |        |
| Хрисоула Анагностопоулоу      | Бацање диска   | 61,53        | 59,91 ЛРС     | 8. у гр. А    | Нису се квалификовале | 15 / 29 (30)          |                       |              |        |
| Stamatia Scarvelis            | Бацање кладива | 71,33        | 69,65         | 8. у гр. А    | Нису се квалификовале | 17 / 30               |                       |              |        |